# フェルナンド・ロペス＝グラサ
フェルナンド・ロペス＝グラサ（Fernando Lopes-Graça、1906年12月17日 - 1994年11月27日）は、ポルトガルの作曲家、音楽学者。
トマール出身。1924年にリスボン音楽院に入学し、1931年に学位を得る。1937年にパリに行き、シャルル・ケクランに作曲と管弦楽法を師事。1941年からアカデミア・デ・アマドーリス・デ・ムジカで教鞭をとった。作風は主にポルトガルのポピュラー音楽から影響を受けている。ポルトガル共産党に入党して、独裁者アントニオ・サラザールによるエスタド・ノヴォ政権に強く反対した。